# Mount Girouard
Mount Girouard är ett berg i Kanada.   Det ligger i provinsen Alberta, i den centrala delen av landet, 3 000 km väster om huvudstaden Ottawa. Toppen på Mount Girouard är 2 995 meter över havet.
Terrängen runt Mount Girouard är bergig åt nordost, men åt sydväst är den kuperad.Närmaste större samhälle är Banff, 13,4 km sydväst om Mount Girouard. 
Trakten runt Mount Girouard består i huvudsak av gräsmarker. Trakten runt Mount Girouard är nära nog obefolkad, med mindre än två invånare per kvadratkilometer.